# Everything She Wants
Everything She Wants is een nummer van het Britse new waveduo Wham! uit 1984. Het is de vierde en laatste single van hun tweede studioalbum Make It Big.
Het nummer verscheen als dubbele A-kant met Last Christmas. "Everything She Wants" is geschreven vanuit de invalshoek van een getrouwde man die gedesillusioneerd is door de materiële eisen van zijn vrouw, ondanks de hoeveelheid werk die hij doet om haar gelukkig te houden. Doordat ze zwanger is voelt hij zich gevangen en kan hij niet meer bij haar weg. Het nummer bereikte in veel landen hoge posities in de hitlijsten. In het Verenigd Koninkrijk haalde het de 2e positie. In de Nederlandse Top 40 haalde het nummer, samen met Last Christmas, de 2e positie. In België bereikte de single de 9e positie van de Vlaamse Radio 2 Top 30.

## Videoclip
De videoclip werd geregisseerd door Andy Morahan. Deze clip in zwart-wit toont de opvoering van het nummer tijdens een popconcert. Aan het begin worden beelden van de voorbereidingen getoond. Tijdens de clip zijn close-ups van een zingende George Michael en Andrew Ridgeley te zien. Ook toont de clip enkele beelden van George Michael piekerend in bed. Tussendoor is een paar keer een vrouwenhandel te zien die geld toegeworpen krijgt.

## NPO Radio 2 Top 2000
Everything She Wants stond alleen in 2023 in de NPO Radio 2 Top 2000, op plek 1863.